# ZOOM ZOOM ZOOM
«ZOOM ZOOM ZOOM» — семнадцатый «естественный» альбом группы «Аквариум», вышедший в 2005 году.

## Об альбоме
Борис Гребенщиков об альбоме:
Альбом появился на свет очень любопытным образом, такой причудливой судьбы я ни у одной нашей пластинки не припомню. В общем-то, мы писали совершенно другой альбом, — и потихоньку он продолжается, — но случайно, вдруг, по неизвестным для меня причинам в прошлом июле я написал дикое количество песен. До этого я полтора года ничего не писал вообще. И эти песни заняли главенствующую позицию в нашей жизни.
(Из интервью БГ журналу «FUZZ».)

### История создания
«ZOOM ZOOM ZOOM» возник, по словам Гребенщикова, неожиданно, посередине работы над несостоявшимся и до сих пор альбомом «Репродуктор». Все песни были написаны Гребенщиковым в испанском местечке Паламос (см. песню «Народная Песня из Паламоса»).
Альбом был записан в лондонской студии Livingston (там же, где были записаны «Навигатор» и «Снежный лев», а впоследствии — «Лошадь белая»). Запись — Simon Burwell. Некоторые песни были переписаны и пересведены на студии Аквариума на Пушкинской 10 Б. Рубекиным и А. Докшиным.
Авторство дизайна обложки принадлежит Гребенщикову и В. Забавскому, буклет оформила Н. Федосова при участии Гребенщикова.

## Участники записи
- БГ — голос и гитара
- Борис Рубекин — Хаммонд Б3, Yamaha Grand piano, Fender Rhodes Mk 2, реальные и виртуальные синтезаторы; голоса
- Олег Шар — percussion
- Игорь Тимофеев — гитары, саксофоны, флейты и голоса
- Альберт Потапкин — ударные
- Бас — В.Кудрявцев, Александр Титов, Hilaire Penda, Rory Macfarlane
- Аккордеон — Kate St.John (4) и Сергей Щураков (8)
- Add. drums — C. Егоров (9)
- Uillean pipes — Michael McGoldrick
- Cora — Tunda Jegede
- Celtic & Symphonic Harp — Skaila Kanga
- Add. Percussion — Luis Jordan
- Whistling — John T.
- Brass — 2 Pint Band (arr. Mike Smith)
- Add. Voices — Настя Полева; Aka Degrys Martin Romaric & Sony Tshilumba Kasongo

## Список композиций
Все песни написаны БГ.
1. Белая (3:24)
2. Трамонтана (3:59)
3. Народная песня из Паламоса (4:51)
4. Мёртвые матросы не спят (4:45)
5. Zoom Zoom Zoom (4:06)
6. Забадай (4:44)
7. Бессмертная сестра Хо (3:30)
8. Красота (это страшная сила) (5:12)
9. Крем и Карамель (5:58)
10. Не могу оторвать глаз от тебя (3:43)
11. *** (2:34)

## Факты
- Трамонтана — это название ветра на северо-востоке Испании, который дует с континента[2].
- По словам самого Гребенщикова, Бессмертная Сестра Хо — реальный исторический персонаж, автор китайского трактата по даосской алхимии, где-то между XII и XVI веком[3]